# 友藤結
友藤 結（ともふじ ゆう、 2月20日- ）は、日本の少女漫画家。北海道出身。AB型。

## 経歴
2008年7月、「クレープ・シュクレ」で第386回HMC努力賞を受賞。翌年、「キミとめぐる世界」で第52回ビッグチャレンジ賞佳作・作家審査員特別賞を受賞。『ザ花とゆめ』2009年8/1号掲載の「子どもは大人の夢を見る」でデビュー。以後、白泉社の漫画雑誌『花とゆめ』、『ザ花とゆめ』で活躍している。2011年、『影に咲く花』で第36回白泉社アテナ新人大賞デビュー優秀者賞を受賞。
『花とゆめ』2015年23号から2020年22号までハイ・ファンタジー「贄姫と獣の王」が連載された。『花とゆめ』2021年10・11合併号（4月）から、「聖巫女（シアリズ）の守護者」を連載している。

## 作品リスト
全て花とゆめコミックス（白泉社）からの発行。
- 『影に咲く花』 2011年1月19日発売、ISBN 978-4-592-19212-1
- 『幾星霜の夜を越え』 2011年10月20日発売、ISBN 978-4-592-19206-0
- 『ウルフル・ムーン』 2012年11月20日発売、ISBN 978-4-592-19420-0
- 『星降るまきば!』 2013年6月20日発売、ISBN 978-4-592-19424-8
- 『贄姫と獣の王』 - 全15巻
- 『〜贄姫と獣の王 スピンオフ〜 白兎と獣の王子』 - 全5巻
- 『聖巫女の守護者』 - 全3巻
  1. 2021年10月20日発売、ISBN 978-4-592-22406-8
  2. 2022年3月18日発売、ISBN 978-4-592-22407-5
  3. 2022年6月20日発売、ISBN 978-4-592-22408-2